# ژان بادال
ژان بادال با نام اصلی یانوش بادال (مجاری: Badal János; ۷ مارس ۱۹۲۷ – ۹ اکتبر ۲۰۱۵) فیلم‌بردار مجارستانی‌تبار اهل فرانسه بود.
وی فیلمبردار فیلم‌هایی همچون بلاندی، اسب کهر را بنگر و رژه بوده‌است.